# Chery QQ6
Chery QQ6 – miejskie, niewielkie, chińskie auto opracowane wyłącznie przez koncern Chery. Samochód zasila 1,3 l silnik DOHC 16V o mocy 83KM.